# Evergestis grummi
Evergestis grummi is een vlinder uit de familie van de grasmotten (Crambidae). De wetenschappelijke naam van de soort is voor het eerst 
gepubliceerd door Hugo Theodor Christoph.
De soort komt voor in Iran en Turkmenistan.